# ジョーダン・195
ジョーダン・195 (Jordan 195) は、ジョーダン・グランプリが1995年のF1世界選手権参戦用に開発したフォーミュラ1カー。開発責任者はゲイリー・アンダーソン。1995年の開幕戦から最終戦まで使用された。

## 概要

### 開発
2年間使用したハートエンジンに替えて、マクラーレンとの契約を1年で終了したプジョーからV型10気筒エンジンの供給を受けることになった。自動車メーカー系ワークスエンジンの獲得は、チームの財政的にも好循環を生んだ。
ノーズ部分は「ハイノーズ＋吊り下げ式ウィング」が主流となっていたが、アンダーソンはこれを一蹴して先端の低いローノーズを前作より継続採用した。この理由について「ハイノーズとロウノーズには、数値上はそれほどの違いは無いんだ。でも来年('96)に向けたレギュレーションでは、主にクラッシュテスト基準の変更によってモノコック構造のハイノーズ化が強要されることになりそうなんだ。だから今年のうちにロウノーズの車を作っておきたかった。私はハイノーズがあまり好きではないし、みんながそうしているのだからそうしろと言われるのは嫌だよ。これまでの成果も無になってしまう。」とポリシーを貫きたかったのが要因としている。
サイドポンツーンはフェラーリ・640 - 642に似た前後長の長いデザインで、細長いラジエターインテークが特徴だった。コンパクトな7速ギアボックスの開発により、リアエンドは細く絞り込まれた。前年限りでサソルがメインスポンサーから外れたため、カラーリングは雑多なものに変わったが、車体は滑らかな外観を有した。
カラーリングはマシン発表から第2戦アルゼンチンGPまでのあいだ、トタルやプジョーなどサプライヤーやスポンサーからの要望を組み合わせた結果生まれたブルーとホワイトと赤、そしてコクピットを囲むように黄色いラインが組み込まれた「雑多な」配色だった。アンダーソンが「あれはひどかったね。私はカラーリングにはタッチしてないんだ。スポンサー関連の仕事はエディ（・ジョーダン）とイアン（・フィリップス）に聞いてほしい（笑）。でもセンスのないひどいカラーリングだったので、『これは良くないんじゃない？リファインしたほうが良いだろう？』という提案はした。でも誰も聞いてくれなかったよ。それでかなりお金を使うことになってしまったが、変えて以降はまあまあ良いカラーリングになったと思うよ」とカラー変更の顛末を語っている。第3戦サンマリノGPからはジョーダンのチームカラーであるグリーンを組み込んで「改良」アレンジをし、以後最終戦までそのカラーで参戦した。

### 1995年シーズン
ドライバーは前年に続きルーベンス・バリチェロとエディ・アーバインのコンビ。カナダGPではバリチェロが2位、アーバインが3位となり、F1参戦5年目にしてジョーダン・チーム初となるダブル表彰台を獲得した。シャシーのポテンシャルは高く、予選では3-4列目に位置したものの、レースではギアボックスなどの信頼性を欠きリタイアが多かった。チームは21ポイントを獲得し、コンストラクターズ・ランキング6位となった。

## F1における全成績
(key) （太字はポールポジション）
| 年   | No. | ドライバー             | 1   | 2   | 3   | 4   | 5   | 6   | 7   | 8   | 9   | 10  | 11  | 12  | 13  | 14  | 15  | 16  | 17  | ポイント | ランキング |
| 年   | No. | ドライバー             | BRA | ARG | SMR | ESP | MON | CAN | FRA | GBR | GER | HUN | BEL | ITA | POR | EUR | PAC | JPN | AUS | ポイント | ランキング |
| ---- | --- | ---------------------- | --- | --- | --- | --- | --- | --- | --- | --- | --- | --- | --- | --- | --- | --- | --- | --- | --- | -------- | ---------- |
| 1995 | 14  | ルーベンス・バリチェロ | Ret | Ret | Ret | 7   | Ret | 2   | 6   | 11  | Ret | 7   | 6   | Ret | 11  | 4   | Ret | Ret | Ret | 21       | 6位        |
| 1995 | 15  | エディ・アーバイン     | Ret | Ret | 8   | 5   | Ret | 3   | 9   | Ret | 9   | 13  | Ret | Ret | 10  | 6   | 11  | 4   | Ret | 21       | 6位        |